# Sint-Andreaskerk (Braunschweig)
De Sint-Andreaskerk (Duits: Sankt Andreas Kirche) is een protestants kerkgebouw in het centrum van de Nedersaksische stad Brunswijk. Net als bij de Brunswijker Dom en Sint-Catharinakerk werd het westwerk van de Andreaskerk nooit voltooid.

## Geschiedenis
De oorsprong van de Andreaskerk gaat waarschijnlijk op een zaalkerk van rond 1160 terug. Daarover werd vanaf 1230 een drieschepige basiliek als parochiekerk van het stadsdeel Neustadt gebouwd. De pijlerbasiliek bezat een kerkschip van drie traveeën, een dwarsschip en een koor met drie apsissen. Als voorbeeld voor het ontwerp diende de slechts enkele honderden meters verder gelegen Dom. In 1290 wordt de kerk voor het eerst in documenten genoemd.
Omstreeks 1330 werd begonnen met de verbouw van het kerkschip tot een hallenkerk. Met de bouw van de eerste twee verdiepingen van het westwerk werd rond 1275 begonnen. Omstreeks 1400 werden de sacristie en apsis toegevoegd. De klokkenstoel werd tegen 1450 voltooid. Op zowel de oostelijke als de vier zuidelijke puntgevels zijn beeldengroepen aangebracht, die vanuit het oosten het volgende voorstellen: de profeten; de Verkondiging, de Aanbidding van de Koningen, de Vlucht naar Egypte, de Kindermoord van Bethlehem  en de twaalfjarige Jezus in de tempel. Aan de noordwestelijke gevel bevindt zich een voorstelling van de gekruisigde Andreas, de patroon van de kerk.
Tussen 1518 en 1532 voltooide bouwmeester Barward Tafelmaker (1487–1565) de beide bovenste verdiepingen van de zuidelijke toren in laatgotische stijl. Vanaf 1528 werd de kerk een protestants godshuis. Door de toevoeging van een hoge spits in 1544 kreeg de zuidelijke toren een hoogte van 122 meter. Daarmee was de toren lange tijd het hoogste bouwwerk van de stad en een van de hoogste kerktorens van Duitsland. De noordelijke toren bleef onvoltooid. Onweer, brand en oorlog deed de toren herhaaldelijk instorten. In de jaren 1740-1742 werd de gotische spits niet meer herbouwd maar vervangen door een barokke bekroning.
Rond het einde van de 19e eeuw en het begin van de 20e eeuw werden het interieur en de torens van de kerk grondig gerenoveerd.

## De ondergang
Ondanks aanzienlijke verwoestingen door geallieerde bombardementen in de omgeving bleef de Andreaskerk gedurende de Tweede Wereldoorlog tot 1944 redelijk intact. In februari 1944 kwam het onheil echter dichterbij toen de oude waag, een groot vakwerkgebouw uit 1534 pal naast de kerk, door meerdere voltreffers werd verwoest. Maar op 13 augustus kreeg ook de pastorie een voltreffer en raakten de eerste brand- en vliegerbommen het godshuis zelf. Het dak werd beschadigd, geen enkel venster overleefde de explosies en de detononatie van een grote luchtmijn had een linde tussen kerk en pastorie de kerk ingeslingerd. In de nacht van de zwaarste bombardementen door de Royal Air Force van 14 op 15 oktober 1944 vielen ten slotte de torens ten prooi aan de vlammen en brandden als twee reusachtige fakkels. Dankzij een aantal in 1913 uitgevoerde bouwmaatregelen stortten de torens gelukkig niet in. De barokke torenafsluiting, de klokken en de inrichting van de kerk werden echter volledig vernietigd. Bijna 100% van de bebouwing in de onmiddellijke omgeving van de Andreaskerk, die bijna uitsluitend bestond uit oude vakwerkhuizen, ging in de daaropvolgende vuurstormen ten onder.

## Herbouw
Op basis van de hoge symboolwaarde voor de burgers van Brunswijk behoorde de Andreaskerk tot de eerste gebouwen van de grotendeels verwoeste stad waarvan de restauratie onmiddellijk na de capitulatie ter hand werd genomen. In 1955 kreeg de zuidelijke toren de barokke bekroning terug en werden nieuwe vensters geplaatst. De restauratie van het interieur liet echter wegens geldgebrek en de enorme verwoestingen in de rest van de stad langer op zich wachten. Eerst in 1965 werd het interieur gewijd.
Het altaar, het crucifix, het doopvont en het beeld "Kruisiging van Sint-Andreas" zijn werken van de beeldhouwer Jürgen Weber uit de jaren 1960. De vensters met voorstellingen uit het Oude en Nieuwe Testament werden in de jaren 1964-1965 gemaakt door Charles Crodel. Pas in 1970 werd er weer een nieuw orgel geïnstalleerd. De torens kregen in 1987-1989 zeven nieuwe klokken. 
Sinds het jaar 2000 is het weer mogelijk om in de zuidelijke toren over de 389 treden van een nieuwe trap tot 72 meter hoogte te klimmen. Afhankelijk van het weer heeft men daar prachtige vergezichten tot het Weserbergland en de Harz.
Na 60 jaar werd in september 2006 tot november 2007 de oorlogsschade aan de beide torens van de Andreaskerk hersteld. In de jaren 90 kwam de schade aan het licht door vallend gesteente. Bij onderzoek bleek dat veel gesteente broos was en los zat. In de noordelijke toren bevonden zich ongeveer 100 kogelgaten met een diameter van 20–50 cm en circa 20 cm diep. Bovendien moesten delen van het vernietigde maaswerk worden aangevuld en scheuren in het muurwerk worden gedicht. Aan de zuidelijke toren diende de muurdecoratie onder handen te worden genomen. Zowel de kruisbloemen, hogels en waterspuwers moesten worden vernieuwd. In de toren bevonden zich nog middeleeuwse modellen van waterspuwers; op basis hiervan werden nieuwe waterspuwers gemaakt. Een muurbeeld van de patroonheilige zonder hoofd kreeg tijdens de restauratie een met bladgoud bedekt hoofd terug. De Andreaskerk werd hierbij financieel geholpen door de kerkgemeente van de Dom.
Het orgel van de Andreaskerk werd door de orgelbouwer Hillebrand (Altwarmbüchen) gebouwd. Het instrument heeft 30 registers verdeeld over twee manualen en pedaal.

## Klokken[3][4]
De klokken werden in de oorlog allemaal vernietigd. In 1987 en 1989 kreeg de Andreaskerk weer nieuwe klokken.
Ter nagedachtenis aan de verwoesting van de stad Brunswijk in 1944, uit dankbaarheid voor de wederopbouw en ter vermaning aan het nageslacht nooit meer oorlog te voeren en klokken tot wapens om te smelten werd de Vredesklok toegevoegd.
| Nr. | Naam                          | Gietjaar | Gieter                                  | Ø (cm) | Gewicht (kg) | Toon | Inschrift/Symbool |
| --- | ----------------------------- | -------- | --------------------------------------- | ------ | ------------ | ---- | --- |
| 1   | Salvator- of Christusklok     | 1989     | Klokkengieterij Petit & Gebr. Edelbrock | 161    | 3000         | b0   | "Kommt her zu mir, alle, die ihr mühselig und beladen seid; ich will euch erquicken"                                                                       |
| 2   | Andreas- of Apostelklok       | 1987     | Klokkengieterij Petit & Gebr. Edelbrock | 150    | 2050         | cis' | "Wenn du mit deinem Munde bekennst, daß Jesus der Herr ist, und in deinem Herzen glaubst, daß ihn Gott von den Toten auferweckt hat, so wirst du gerettet" |
| 3   | Vredesklok                    | 1987     | Klokkengieterij Petit & Gebr. Edelbrock | 118    | 1100         | e'   | "Verleih uns Frieden gnädiglich, Herr Gott, zu unsern Zeiten. Gloria in excelsis Deo et in terra PAX hominibus bonae voluntatis"                           |
| 4   | Valentijns- of Onze Vaderklok | 1987     | Klokkengieterij Petit & Gebr. Edelbrock | 105    | 800          | fis' | "Seid fröhlich in Hoffnung, geduldig in Trübsal, beharrlich im Gebet"                                                                                      |
| 5   | Doopklok                      | 1987     | Klokkengieterij Petit & Gebr. Edelbrock | 90     | 500          | a'   | "Siehe, ich bin bei euch alle Tage bis an der Welt Ende"                                                                                                   |
| 6   | Magnificatklok                | 1989     | Klokkengieterij Petit & Gebr. Edelbrock | 80     | 400          | b'   | "Meine Seele erhebt den Herrn, und mein Geist freut sich Gottes, meines Heilandes"                                                                         |
| 7   | Jubilate Deo-klok             | 1989     | Klokkengieterij Petit & Gebr. Edelbrock | 65     | 170          | e"   | "Jauchzet dem Herrn, alle Welt" |

## Afbeeldingen

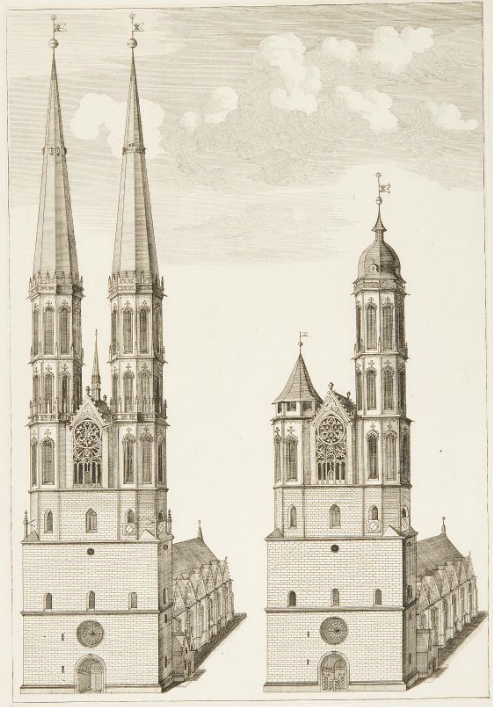
De kerk volgens het oorspronkelijke plan (links) en in de toestand van 1772 (rechts) naar een tekening van Anton August Beck
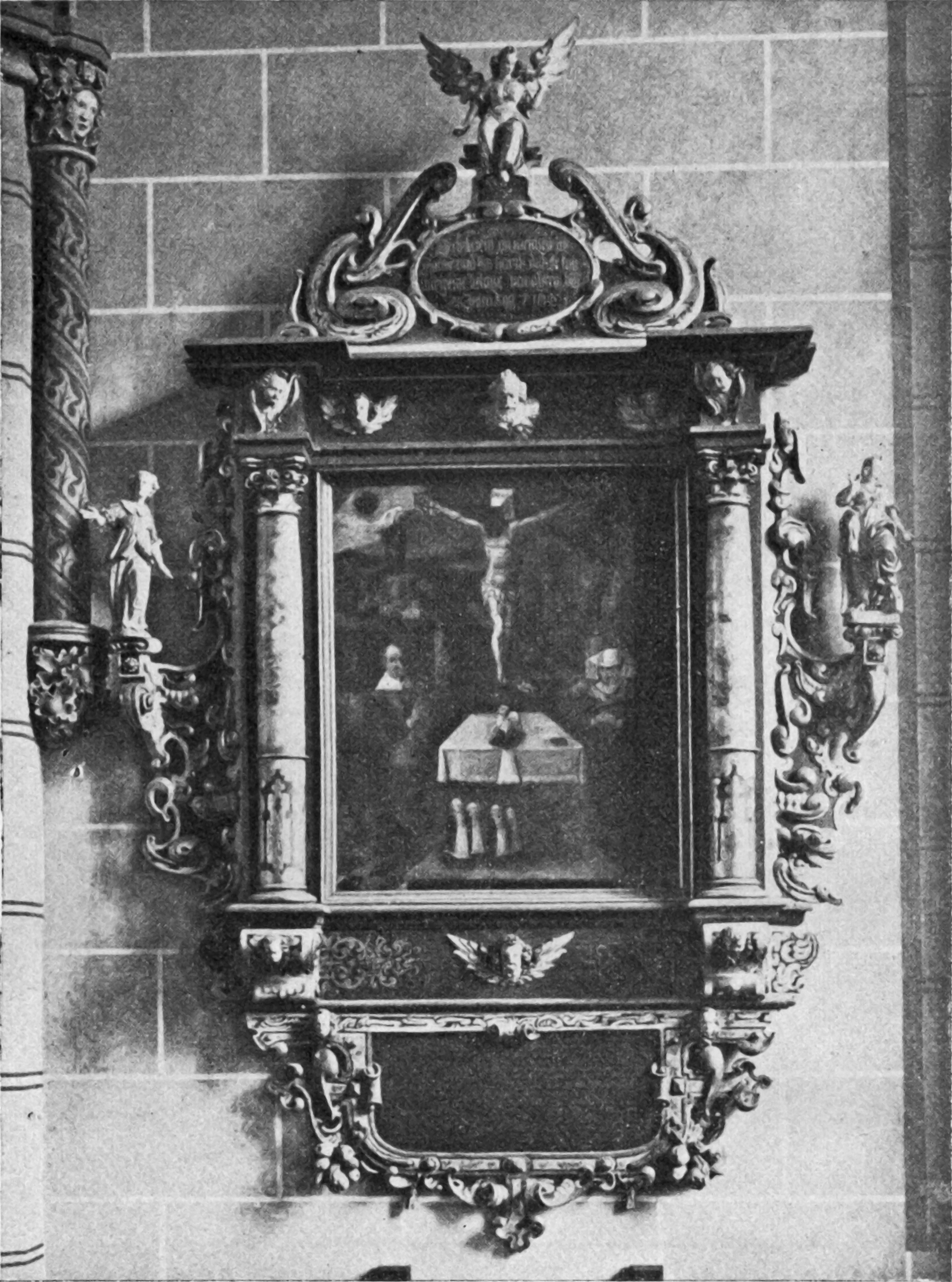
17e-eeuws epitaaf
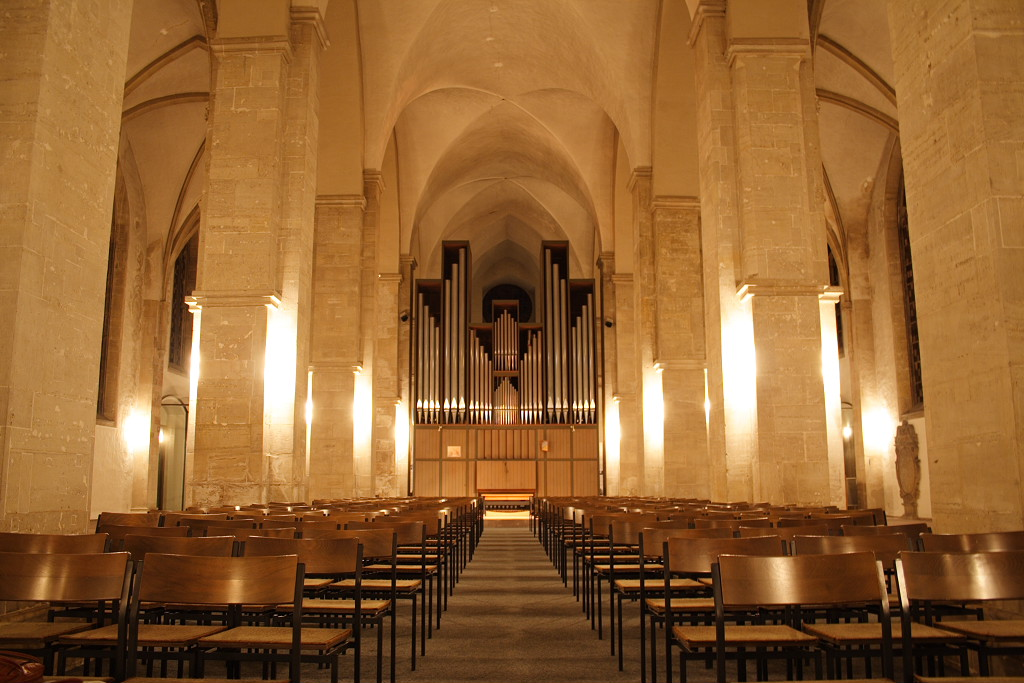
Interieur
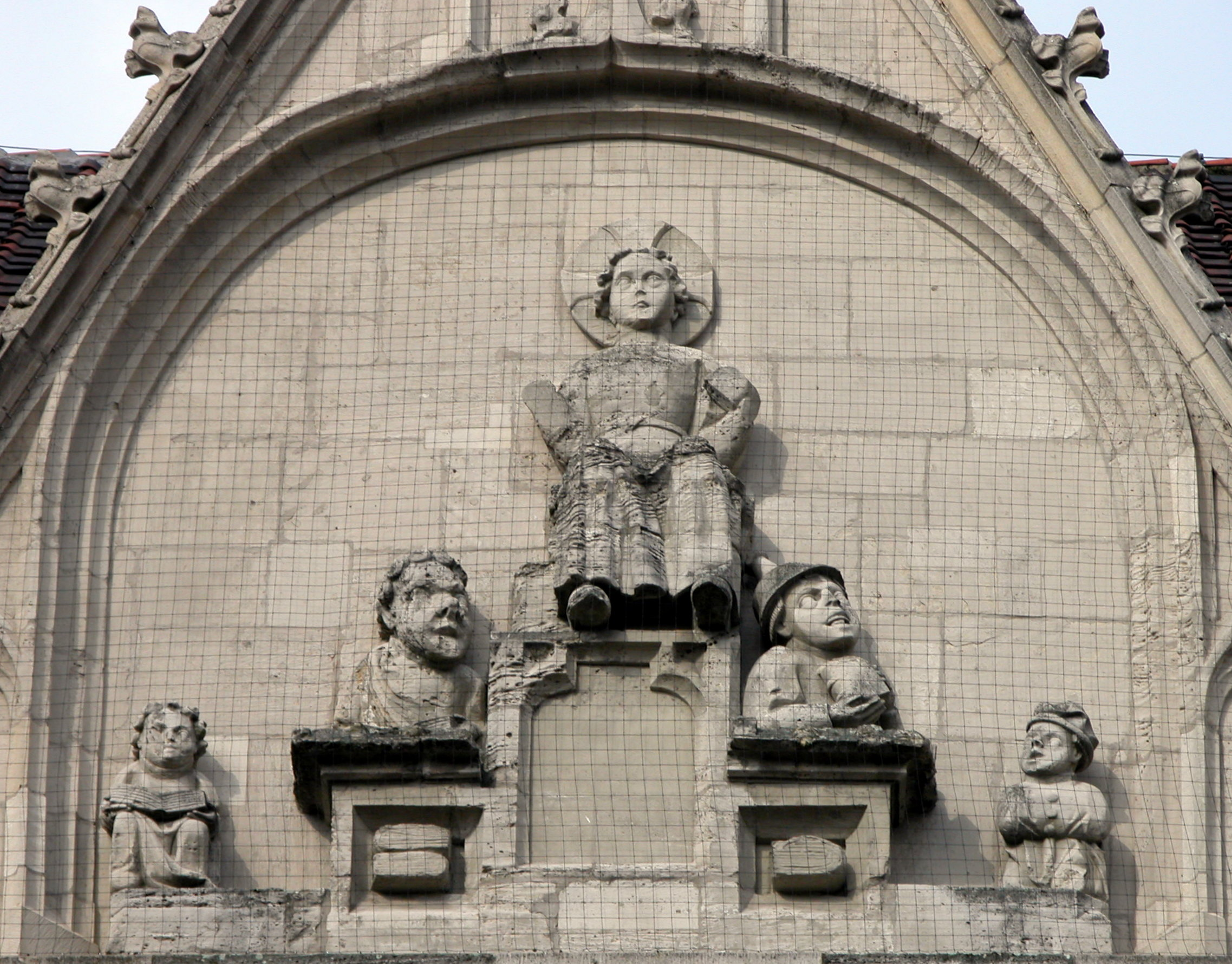
Gevel aan de zuidzijde
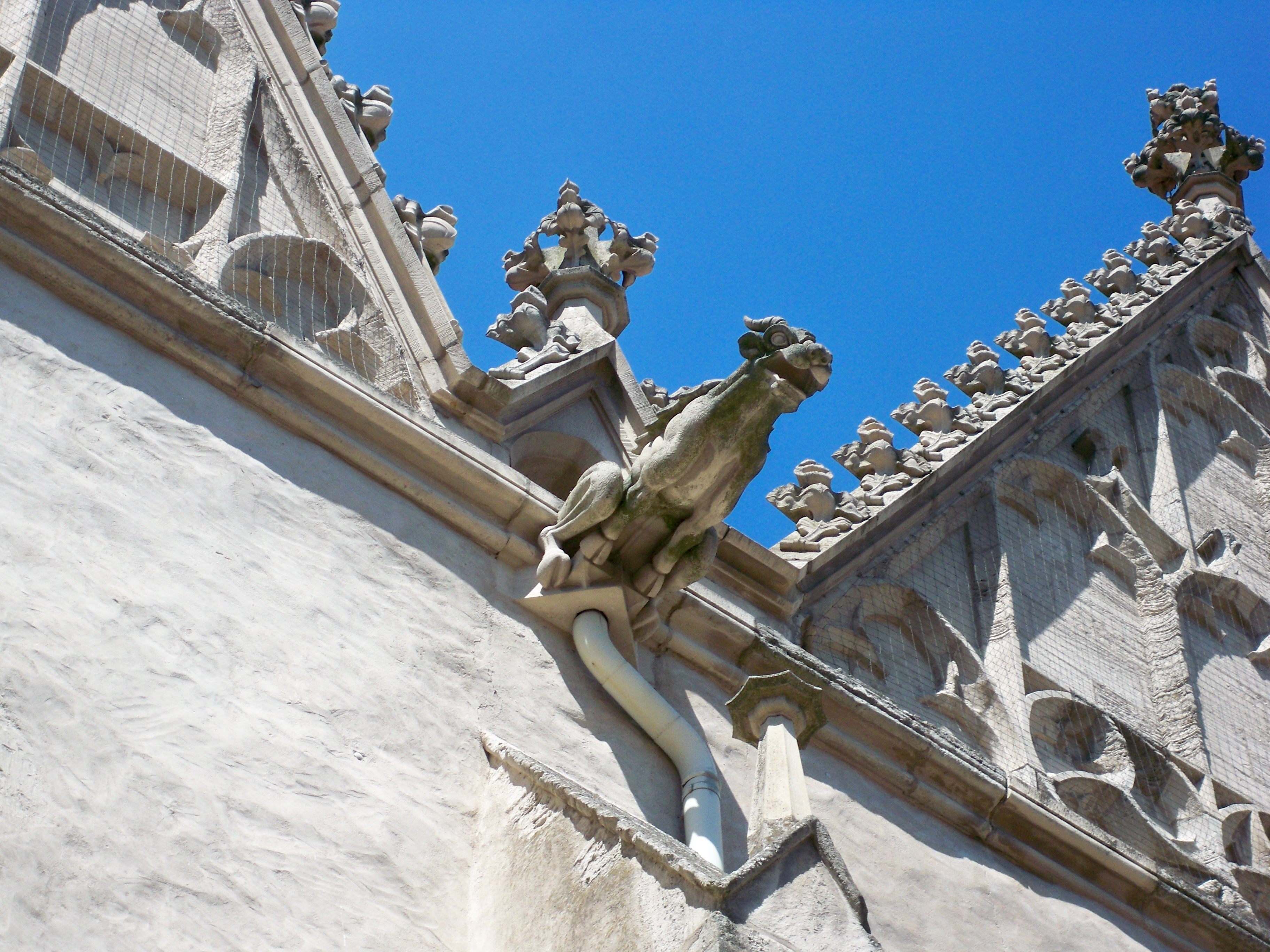
Waterspuwer